# ميسيل لام
ميسيل لام (بالصينية: 林安淇) هي ملحنة صينية، ولدت في 2 أغسطس 1978 في هونغ كونغ في الصين.